# 太特省
15°30′S 32°30′E / 15.500°S 32.500°E
太特省（葡文：Província de Tete）是莫桑比克11省之一，佔地98,417 km2（37,999 sq mi），首府太特（葡文：Tete）。
2007年统计人口1,783,967人。2017年普查人口2,764,169人（初步數字）。